# Paepalanthus macrocephalus
Paepalanthus macrocephalus är en gräsväxtart som först beskrevs av August Gustav Heinrich von Bongard, och fick sitt nu gällande namn av Friedrich August Körnicke. Paepalanthus macrocephalus ingår i släktet Paepalanthus och familjen Eriocaulaceae.

## Underarter
Arten delas in i följande underarter:
- P. m. macrocephalus
- P. m. minarum
- P. m. pachyphyllus